# تشارلز يونغ
تشارلز يونغ (بالإنجليزية: Charles Young)‏ (2 فبراير 1852 في الهند - 12 أبريل 1913 في المملكة المتحدة) هو لاعب كريكت بريطاني (وحمل سابقاً جنسية المملكة المتحدة لبريطانيا العظمى وأيرلندا). لعب مع نادي مقاطعة هامبشاير للكريكت ‏.

## وصلات خارجية
- تشارلز يونغ على موقع إي آس بي آن كريك إنفو (الإنجليزية)